# Броневский, Владимир Богданович
Влади́мир Богда́нович Броне́вский (1784—1835) — военный писатель, генерал-майор.
Брат С. Б. Броневского. Автор двух значительных исторических трудов: «Записок морского офицера» — автобиографического описания Второй Архипелагской экспедиции 1805—1807 годов и «Истории Донского войска» о истории Донского казачества.

## Биография
Владимир Броневский родился в большой дворянской семье в Смоленской губернии. Отец — Богдан Михайлович Броневский, прапорщик в отставке, мать — Серафима Алексеевна Левшина. В семье было 8 сыновей и дочь.
В 1794 году поступил в Морской кадетский корпус. В 1802 году произведён в мичманы. В сентябре 1805 года отправился во Вторую Архипелагскую экспедицию под командованием адмирала Сенявина.
В 1806—1807 годах находился на фрегате «Венус». В 1806 году участвовал в мелких морских сражениях с французами у берегов Далмации, взял в плен военную полушебеку.
В 1807 году участвовал в кампании против турок — в Дарданелльском сражении против турецкого флота, при захвате острова Тенедос командовал береговой батареей при отражении турецкого десанта. В этом сражении был ранен в руку и плечо. За это сражение Броневский получил орден Святого Владимира 4 степени.
В 1808—1809 годах на плененном в Афонском сражении турецком корабле «Седд Аль-Бахр» стоял в Триесте. В 1810 году произведен в лейтенанты и в 1811 году переведен на Черноморский флот в Севастополь.
С 1811 по 1818 год на Черноморском флоте, в 1818 вышел в отставку с флота в чине капитан-лейтенанта. После выхода в отставку ему присвоили орден Святого Георгия 4 класса за 18 морских кампаний. О пребывании в Крыму оставил записки изданные 1822 году.
С 1819 до 1828 год был инспектором тульского дворянского Александровского училища, а с 1828 до 1832 год помощником директора Пажеского корпуса.
В 1833 году уволен со службы в чине генерал-майора.
Во время и после службы Броневский занимался активной литературной деятельностью. В 1810 году написал свою первую литературную работу «Путешествие из Триеста в Петербург». Впоследствии Броневский стал членом Академии Российской, печатался во многих периодических изданиях — в «Благонамеренном», «Соревнователе Просвещения», «Вестнике Европы», «Сыне Отечества» и других.
В 1824 году перевёл роман Вальтера Скотта «Манеринг». Самым значительным произведением Броневского стали «Записки морского офицера», в которых он описал Вторую Архипелагскую экспедицию. Историческая правдивость и подробность этого описания делает этот его труд важным историческим источником этой военной кампании. В 1834 году Броневский издал в 4 частях «Историю Донского войска, описание донской земли и Кавказских Минеральных вод».

## Полемика с Пушкиным
В 1835 году Броневский написал критическую рецензию на «Историю Пугачевского бунта» А. С. Пушкина. Пушкин в ответной рецензии согласился с некоторыми замечаниями Броневского, но, в основном, сильно раскритиковал рецензию Броневского.

## Сочинения
- Броневский В. Б. Записки морского офицера, в продолжении кампании на Средиземном море под начальством вице-адмирала Дмитрия Николаевича Сенявина (в 4 частях). — 2-е изд. — СПб.: Тип. Императорской Российской Академии, 1836.
- Броневский В. Б. Записки морского офицера в продолжении кампании на Средиземном море под начальством вице-адмирала Дмитрия Николаевича Сенявина. 1805–1810. — М.: Кучково поле; Люкс-принт, 2015. — 800 с. ISBN 978-5-9950-0503-2
- Bronevskiy V. B. Northern Tars in Southern Waters: The Russian Fleet in the Mediterranean, 1806-1810. — Warwick: Helion & Co Ltd; 2019. — 684 p., 22 b/w ills, 5 maps ISBN 9781912866717
- Броневский В. Б. Письма морского офицера. — М. : Тип. С. Селивановского, 1825—1826. — Ч. 1. 1825. XIV, 270, [2] с. Ч. 2. 1826. [6], 416 с.
- Броневский В. Б. История Донского войска (в 4 частях). — СПб.: Тип. Экспедиции заготовления государственных бумаг, 1834. Часть 1 (недоступная ссылка). Часть 2. Часть 3.
- Броневский В. Б. Обозрение Южного берега Тавриды. В 1815 году. — Тула: Тип. губернского правления, 1822.
- Броневский В. Б. Ответ на статью N. N. о покорении Неаполя в 1799 году // Сын отечества, Часть 70. — М., 1821. — № 23. Архивировано 1 августа 2009 года.
- Броневский В. Б. Путешествие от Триеста до С.-Петербурга, в 1810 году. Часть 1. — М.: Университетская тип., 1828.
- Броневский В. Б. Путешествие от Триеста до С.-Петербурга, в 1810 году. Часть 2. — М.: Университетская тип., 1828.